# Castrohof
Het Castrohof (ook Exaerdekenshof genoemd) is een huis in de Oost-Vlaamse stad Sint-Niklaas, gelegen aan De Castrodreef 2.
Dit huis werd in 1626 gebouwd in opdracht van Jan van Exaerde. Van 1663-1682 was het in bezit van Francisco Cristobal Sanchez de Castro y Toledo de Hertoghe die het nog liet verbouwen. Het gebouw overleefde de stadsbrand van Sint-Niklaas, die zowat de hele stad verwoestte.
Het grote huis, in renaissancestijl uitgevoerd, is opgetrokken uit baksteen en zandsteen. Het heeft twee bouwlagen en wordt gedekt door een schilddak.
Het interieur toont diverse monumentale schouwen, in gotische, Lodewijk XV-stijl en empirestijl.